# Ígor Vassíliev
Ígor Vassíliev   (Volgograd, 24 de gener de 1966 - 26 de maig de 2023) fou un jugador d'handbol rus que va competir durant la dècada de 1990.
El 1992, com a membre de l'Equip Unificat, va prendre part en els Jocs Olímpics d'Estiu de Barcelona, on guanyà la medalla d'or en la competició d'handbol.
En el seu palmarès també destaquen una medalla d'or al Campionat del món d'handbol de 1993 i una medalla de plata al Campionat d'Europa de 1994.
A nivell de clubs jugà al Caustic de Volgograd. Una vegada retirat va treballar com a entrenador en diferents clubs alemanys.